# 우라칸
우라칸(/ˈhʊrəkən, ˈhʊrəkɑːn/; 스페인어: Huracán, 언어 오류(myn): Hunraqan), 또는 U Kʼux Kaj, " 하늘의 심장은 마야 신화에서 바람, 폭풍, 불을 관장하는 키체 신이며 세 가지 인류 창조 시도에 모두 참여한 창조신 중 하나이다. 그는 또한 2세대 인간이 신들을 화나게 한 후 대홍수를 일으켰다. 그는 아마도 홍수 위의 바람이 부는 안개 속에서 살았고 육지가 바다에서 올라올 때까지 반복적으로 "땅"을 불렀다.
'한-다리'로 이해되는 그의 이름은 선고전기와 고전기 마야 도상학의 신 K, 인간의 다리와 뱀 모양의 다리를 가진 번개의 신을 암시한다. 신 K는 일반적으로 카윌로 여겨진다. 그 이름은 궁극적으로 카리브어 단어인 우라칸과 오르칸( 유럽 폭풍우 )이라는 단어의 출처에서 파생될 수 있다.
관련 신으로는 키체 신화의 토힐, 유카텍 신화의 볼론 트사카브, 사포텍 신화의 코키즈, 아즈텍 신화의 테스카틀리포카가 있다.

## 참고 문헌
- Christenson, Allen J. (2007) [2003]. “Popul Vuh: Sacred Book of the Quiché Maya People” (PDF). 《Mesoweb articles》. Mesoweb: An Exploration of Mesoamerican Cultures. 2022년 10월 9일에 원본 문서 (PDF online publication)에서 보존된 문서. 2010년 1월 23일에 확인함.
- Freidel, David A.; Linda Schele; Joy Parker (1993). 《Maya Cosmos: Three Thousand Years on the Shaman's Path》. New York: William Morrow & Co. ISBN 0-688-10081-3. OCLC 27430287.
- Miller, Mary; Karl Taube (2003) [1993]. 《An Illustrated Dictionary of the Gods and Symbols of Ancient Mexico and the Maya》. London: Thames & Hudson. ISBN 0-500-27928-4. OCLC 28801551.
- Read, Kay Almere; Jason González (2000). 《Handbook of Mesoamerican Mythology》. Oxford: ABC-CLIO. ISBN 1-85109-340-0. OCLC 43879188.